# Río Laguna Chica
Río Laguna Chica är ett vattendrag i Chile.   Det ligger i regionen Región de Atacama, i den centrala delen av landet, 500 km norr om huvudstaden Santiago de Chile.
Omgivningen kring Río Laguna Chica är i huvudsak ett öppet busklandskap. Området är nästan obefolkat, med mindre än två invånare per kvadratkilometer.